# Betaltjänster i Sverige
Betaltjänster är tjänster som möjliggör överföring av penningmedel. Betaltjänsterna kan till exempel vara insättningar, uttag, penningöverföring, utgivning av kontokort och betalningstransaktioner utan konto (som till exempel köp av bussbiljett med mobiltelefon). I Sverige kräver de från och med den 1 augusti 2010 tillstånd från Finansinspektionen för de aktiebolag och ekonomiska föreningar som tillhandahåller tjänsten.
Omsätter näringsidkaren betaltjänster för mer än motsvarande 3 miljoner euro per månad bör näringsidkaren ha tillstånd för att få driva sin verksamhet och kallas i lagen för betalningsinstitut. Den som omsätter ett lägre belopp kan ansöka om undantag från tillståndsplikten och kallas då för registrerad betaltjänstleverantör.

## Betalningsinstitut
År 2016 finns det 29 betalningsinstitut i Sverige, här listas 15:
- Aman Finance AB
- Bambora AB
- Billhop AB
- ClearOn AB
- Digital River World Payments AB
- Dintero AS
- Kortaccept Nordic AB
- Paynova AB
- Payson AB
- Seamless Remittance AB
- Skandsom Trading AB
- Sparlån Sverige AB
- Svea Exchange AB
- Trustly Group AB
- Upplands Boservice Aktiebolag